# Syrische Republik
Die Syrische Republik (arabisch الجمهورية السورية, DMG al-Ǧumhūriyya as-sūriyya, französisch République syrienne) war ein Staat, der das heutige Syrien von 1930 bis 1958 sowie von 1961 bis 1963 bildete. Zu Beginn umfasste das französische Völkerbundmandat für Syrien und Libanon ganz Syrien ohne den Großlibanon. Ab dem Jahre 1946 wurde es eine unabhängige Republik. Die Ära der Syrischen Republik endete durch einen Staatsstreich der Baath-Partei 1963.

## Gründung der Syrischen Republik

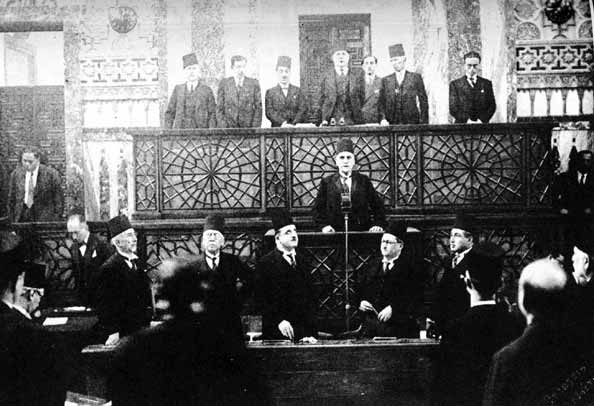
Ernennung von Haschim Atassi zum ersten Präsidenten

Das Projekt einer syrischen Verfassung wurde durch die im April 1928 gewählte Verfassunggebende Versammlung ausdiskutiert. Da jedoch der nach Unabhängigkeit strebende Nationale Block die Mehrheit gewonnen hatte und auf Artikel bestand, welche der Mandatsgewalt kein Vorrecht einräumten, wurde die Versammlung am 9. August 1928 aufgelöst. Am 14. Mai 1930 wurde der Staat Syrien, der selber durch Vereinigung der Staaten Aleppo und Damaskus entstanden war, zur Syrischen Republik erklärt. Durch den französischen Hochkommissar der Levante wurde eine von Ibrahim Hanano ausgearbeitete neue Verfassung verkündet – zur gleichen Zeit wie die libanesische Verfassung, das Règlement du Sandjak d'Alexandrette, das Statut der Alawitenregierung und das Statut des Drusenstaats. Eine neue Flagge wurde in dieser Verfassung ebenfalls erwähnt:

« Art. 4 – Le drapeau syrien est disposé de la façon suivante: Sa longueur est le double de sa hauteur. Il comprend trois bandes de mêmes dimensions. La bande supérieure est verte, la médiane blanche, l’inférieure noire. La partie blanche comprend trois étoiles rouges alignées à cinq branches chacune. »

„Die Syrische Flagge soll wie folgt zusammengesetzt sein, die Länge soll doppelt der Höhe sein. Es soll drei Bänder gleicher Dimensionen enthalten, das obere Band grün, das mittlere weiß, das untere schwarz. Die weiße Portion soll drei Sterne in einer Linie tragen, mit jeweils fünf Zacken.“

 Im Dezember 1931 und Januar 1932 wurden die ersten Wahlen unter der neuen Verfassung abgehalten – unter einem Wahlgesetz, das die Vertretung religiöser Minderheiten garantierte, wie es in Artikel 37 der Verfassung vorgesehen ist. Der Nationale Block war in der neuen Abgeordnetenkammer mit nur 16 von 70 Abgeordneten in der Minderheit, was an der intensiven Kandidatenauswahl der französischen Behörden lag. Unter den Abgeordneten waren auch drei Mitglieder der syrisch-kurdischen nationalistischen Xoybûn (Parti Khoyboun), Khalil Bey ibn Ibrahim Pacha (Provinz al-Dschasira), Mustafa Bey ibn Schahin (Dscharabulus) und Hassan Aouni (Kurd Dagh). Später gab es im gleichen Jahr noch „komplementäre Wahlen“, vom 30. März bis zum 6. April.
1933 versuchte Frankreich, einen Unabhängigkeitsvertrag auszuhandeln, der Frankreich starke Vorteile sicherte. Es versprach graduelle Unabhängigkeit, beließ aber die syrischen Gebirge unter französischer Kontrolle. Mohamed Ali Bey al-Abed, das syrische Staatsoberhaupt, war zu dieser Zeit pro-französisch. Leidenschaftliche Opposition zu diesem Vertrag wurde vom älteren Nationalisten und Parlamentarier Haschim al-Atassi angeführt, der aus Protest zu einem Sechzig-Tage-Streik aufrief. Atassi politische Opposition, der Nationale Block, mobilisierte massive Unterstützung aus dem Volk für seinen Aufruf. Revolten und Demonstrationen grassierten, und die Wirtschaft kam zum Stillstand.

## Franko-Syrischer Unabhängigkeitsvertrag
Nach Verhandlungen mit dem französischen Hochkommissar in Syrien, Damien de Martel, im März, ging Haschim al-Atassi nach Paris und leitete eine Delegation seines Blocks. Die von der Volksfront geführte neue französische Regierung, gebildet im Juni nach den Wahlen April–Mai, stimmte zu, den Nationalen Block als den einzigen legitimen Vertreter des syrischen Volkes anzuerkennen, und lud Atassi zu Unabhängigkeitsverhandlungen ein. Der resultierende Vertrag (accord Viénot) rief zur unmittelbaren Anerkennung Syriens als souveräne Republik auf, mit Entlassung in die volle Unabhängigkeit, die für eine Periode von 25 Jahren graduell garantiert wurde.
Der Vertrag wurde vom syrischen Parlament einstimmig ratifiziert, ging aber nicht durch das französische Parlament; die Regierung sah eine Ablehnung durch den Senat bereits vorher. Allerdings erlaubte der Vertrag dem autonomen Drusengebirge, den Alawiten (heute Bewohner von Latakia genannt) und Alexandretta, in den folgenden Jahren in die Syrische Republik aufgenommen zu werden. Der Großlibanon (heute Libanesische Republik) war der einzige Staat, der der Syrischen Republik nicht beitrat. Haschim al-Atassi, der Ministerpräsident unter König Faisals Herrschaft war (1918–1920), sollte unter einer neuen Verfassung, die nach dem Unabhängigkeitsvertrag am 22. Dezember angenommen werden sollte, zum Präsidenten gewählt werden.
Die Errichtung des Großsyriens wurde nicht realisiert, da der Libanon im November mit Frankreich einen ähnlichen Vertrag aushandelte. Der Franko-Syrische Vertrag versprach auch die Kürzung französischer Interventionen in die syrische Außenpolitik sowie die Verringerung der französischen Truppen, des Personals und der Militärbasen in der Syrischen Republik. Im Gegenzug verpflichtete sich die Syrische Republik, Frankreich in Kriegszeiten zu unterstützen, die Nutzung ihres Luftraumes zur Verfügung zu stellen, sowie Frankreich die Betreibung von zwei Militärbasen auf syrischem Gebiet zu erlauben. Andere politische, wirtschaftliche und kulturelle Provisionen wurden ebenfalls mit aufgenommen.
Atassi kehrte mit diesem Triumph am 27. September 1936 nach Syrien zurück und wurde im November zum Präsidenten gewählt.
Die aufkommende Bedrohung durch Adolf Hitler führte zur Furcht, von Nazideutschland überflügelt zu werden, falls Frankreich seine Kolonien im Nahen Osten aufgibt. Dies, gepaart mit schleichenden imperialistischen Neigungen auf einigen Ebenen der französischen Regierung, führte Frankreich zum Überdenken seines Versprechens und zur Weigerung, den Vertrag zu ratifizieren.
Im September 1938 trennte Frankreich das syrische Sandschak von Alexandretta – dessen Territorium im Vertrag als Teil Syriens garantiert wurde – ab und formte es zum Staat Hatay um. Der Staat von Hatay trat im darauffolgenden Jahr (Juni 1939) der kemalistischen Türkei bei, um die Neutralität der Türkei bei der Vorahnung des Krieges gegen Deutschland abzusichern. Syrien erkannte die Eingliederung Hatays in die Türkei nicht an. Aufstände brachen aus, Atassi trat zurück.

## Zweiter Weltkrieg
Mit der Niederlage Frankreichs im Juni 1940 kam die Syrische Republik unter die Kontrolle der Vichy-Regierung. Dieser Zweite Weltkrieg war für die Autorität Frankreichs katastrophal – nicht nur wegen des deutschen Sieges über Frankreich, der die französischen Quasi-Kolonialbehörden in Syrien schwächte, sondern auch wegen der Kämpfe in Syrien gegen Vichysten und auch gegen Gaullisten. Dieser Verlust der Autorität war vor allem in regionalen Hochburgen von Bedeutung, die für pro-französisch gehalten wurden.
Am 8. Juni 1941 rief General Catroux, Chef der Freien Französischen Kräfte (FFL) im Orient, feierlich die Unabhängigkeit der Syrischen Republik und des Libanon aus; damit endete das Mandat in der Levante. Syrien wurde von Frankreich gleichwohl weiter dominiert.
Ebenfalls am 8. Juni 1941 begannen britische und frei-französische Truppen den syrisch-libanesischen Feldzug gegen die dort stationierten französischen Truppen. Am 14. Juli 1941 wurde ein Waffenstillstand unterzeichnet; General Henri Dentz, delegiert vom Vichy-Regime, und englische Behörden hatten ihn in Anwesenheit von General Catroux ausgehandelt. Mit britischer Hilfe wurden die beiden Territorien an die Freien Französischen Kräfte (FFL) übergeben; das Hochkommissariat wurde die Generaldelegation des Freien Frankreichs im Nahen Osten. Charles de Gaulle äußerte im Juli 1941 in Beirut (Libanon) und in Damaskus:

« La France a le devoir et la possibilité d’établir ces États dans leur indépendance. »

„Frankreich hat die Aufgabe und die Möglichkeit, diese Staaten in ihrer Unabhängigkeit zu etablieren.“

1945 schuf die Baath-Partei Teams des Jihad nationale ("Nationaler Dschihad"), die gegen die französische Autorität agitieren sollten. Am 29. Mai 1945, nach zehn Tagen mit ununterbrochenen Demonstrationen, bombardierten die Franzosen unter General Oliva-Roget Damaskus 36 Stunden lang; zahlreiche Zivilisten wurden verletzt oder getötet. Ein Teil der Stadt wurde durch die Bombardements vollständig zerstört, darunter auch das Syrische Parlament. In der gleichen Zeit war Ministerpräsident Faris al-Churi bei der Gründungskonferenz der Vereinten Nationen in San Francisco und vertrat Syriens Anspruch auf Unabhängigkeit vom französischen Mandat.
Die britische Regierung verlangte das Ende der Kämpfe und intervenierte am 1. Juni, um die Repression zu beenden. Im Juli 1945 trat das Kommando der Armee auf Wunsch der Syrer zurück und am 17. April 1946 verließ der letzte ausländische Soldat die Syrische Republik.

## Unabhängige Republik bis 1958

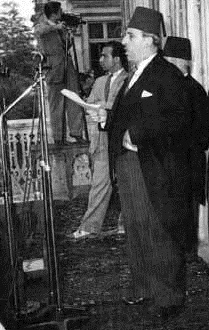
Schukri al-Quwatli ruft die Unabhängigkeit von Frankreich aus

Die Archive des Hochkommissariats (politisches Kabinett, Generalsekretär, diplomatisches Büro, services de renseignements et de la presse, archives de souveraineté) wurden alle nach Paris zurückbeordert. Jedoch wurden die Dossiers der Delegationen und der verschiedenen Verwaltungsdienste (wie der Justiz, der Landwirtschaft, der Post und Telegrafen) in der Syrischen Republik gelassen.
Ein Jahr nach der Unabhängigkeit fanden im Juli 1947 die ersten Parlamentswahlen statt. Die aus dem Nationalen Block hervorgegangene Nationalpartei erhielt 21,1 % der Stimmen und wurde damit stärkste Partei. Die Syrisch-Libanesische Kommunistische Partei nahm nicht an der Wahl teil.
Ein Hindernis auf dem Weg zur funktionierenden parlamentarischen Demokratie war das Zuama-Wesen (zuʿamāʾ – Mz. von zaʿīm: Führer). Zuama waren einflussreiche Persönlichkeiten, zu denen eine Gruppe von Menschen – ein Stadtviertel, ein oder mehrere Dörfer – in Abhängigkeit stand, die umgekehrt aber auch ihrer „Klientel“ verpflichtet waren. Stellte dies das eigentliche Mittel zur Machtausübung dar, diente ein Abgeordnetensitz bei vielen Mitgliedern der Nationalpartei und „Unabhängigen“ nur zur Kaschierung der Verhältnisse.

### Erster Staatsstreich
Nach dem Arabisch-Israelischen Krieg 1948 führte Oberst Husni az-Za'im am 30. März 1949 einen von der CIA unterstützten unblutigen Staatsstreich durch und beendete das parlamentarische System in Syrien; es war der erste Staatsstreich in der arabischen Welt. Zaim inhaftierte kurzzeitig Präsident Schukri al-Quwatli und schickte ihn dann nach Ägypten ins Exil.
Eine der Ursachen des Militärputsches war die schlechte Verpflegung der syrischen Armee. Der Staatsstreich wurde auch von der großsyrischen Sozialen Nationalistischen Partei (SSNP) unterstützt, obwohl Zaim selbst kein Mitglied der Partei war. Der Historiker Timothy Mitchell von der Columbia University New York hingegen nennt die Ablehnung des von US-amerikanischen Ölfirmen vorgeschlagenen Vertrages zum Bau einer Ölpipeline durch Syrien durch das syrische Parlament als expliziten Grund der CIA zu putschen.
Zaims Putsch und seine darauffolgende Regierungszeit waren nicht repressiv und gewalttätig, er inhaftierte nur wenige Oppositionelle und führte keine Hinrichtungen durch. Allerdings stieß seine säkulare Politik und sein Einsatz für die Frauenrechte bei den fundamentalistischen Muslimbrüdern und dem islamischen Klerus im Allgemeinen auf Ablehnung. Seine Entscheidung, die Steuern zu erhöhen, hat viele Geschäftsleute enttäuscht, und sein Plan, einen Friedensvertrag mit Israel zu schließen und sich an einem Pipelineaufbau mit einer amerikanischen Firma zu beteiligen, irritierte viele arabische Nationalisten.
Nach der Ausreise des Leiters und Gründers der Syrischen Sozialen Nationalistischen Partei, Antun Sa'ada, aus dem Libanon bot Zaim ihm mit dem Versprechen, ihn zu schützen, Asyl an. Aber Zaim musste sein Versprechen brechen und überließ Antun Sa'ada den libanesischen Behörden. Nach einem kurzen Prozess wurde Sa'ada am 8. Juli 1949 hingerichtet – ein Tag, der unter seinen Anhängern als großer Trauertag gilt.

### Zweiter Staatsstreich
Noch die 1950er Jahre über hing in Syrien die Dauer des parlamentarischen Erfolges zusammen mit der Kunst, die öffentliche Meinung zur Kenntnis zu nehmen und zu berücksichtigen. In ihr lebten traditionelle Rechte, wie das der arabischen Gastfreundschaft, das Zaim Sa'ada erst gewährte, um es ihm anschließend unter Verletzung eines Zuges von arabischem Stolz betrügerisch zu entziehen. Nach seinem angeblichen „Verrat“ wurde Zaim am 14. August 1949 selber Opfer eines Staatsstreiches des Oberst Sami al-Hinnawi, der ein offizielles Mitglied der Sozialen Nationalistischen Partei war. Er überwältigte Oberst Zaim, ließ ihn verhaften und am gleichen Tag hinrichten. Am darauffolgenden Tag wurde Haschim al-Atassi zum Staatschef ernannt. Die Frau von Sa'ada erhielt einen Brief al-Hinnawis, in dem er bezeugte, dass der Tod ihres Mannes gerächt wurde. Der Putsch geschah mit Hilfe der SSNP-Mitglieder und des Militärs Adib asch-Schischakli, der sich später jedoch von al-Hinnawi abwandte. Er als Präsident ließ die Mitglieder der Regierung, die angeblich für den Tod Sa'adas verantwortlich waren, hinrichten. Neben Zaim wurde auch der Ministerpräsident Muhsen al-Barazi im Mezze-Gefängnis in Damaskus exekutiert.
Am 16. November 1949 wurde eine Verfassunggebende Versammlung gewählt, bei der die nationalistische Volkspartei stärkste Kraft wurde; die Muslimbrüder, die Syrische Soziale Nationalistische Partei und die Baath-Partei erhielten nur wenige Sitze. Die syrische Verfassung wurde somit von nur einer politischen Kraft bestimmt. Der aus Aleppo stammende al-Hinnawi arbeitete auf die Realisierung des alten aleppinischen Begehrens einer Einheit mit dem Irak hin, ein Ansinnen, das alle syrischen Politiker in ihren Bekundungen unterstützten, gegen das die Damaszener aber tatsächlich etwas hatten.

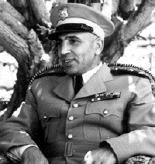
Adib asch-Schischakli

### Dritter Staatsstreich
Im Dezember 1949 entfernte Schischakli Sami al-al-Hinnawi aus dem Amt und rächte sich so an ihm. Er erklärte sich 1951 selbst zum Präsidenten der Republik und löste im gleichen Jahr das Parlament auf. Am 3. Dezember 1951 trat Haschim al-Atassi von seinen Posten zurück und wurde durch Fausi Selu ersetzt. Die Vereinigten Staaten und das Vereinigte Königreich hatten großes Interesse an Schischakli; die britische Regierung (Kabinett Churchill III) hoffte, dass Syrien dem Bagdadpakt beitreten könnte. Die Regierung der USA (Kabinett Truman) hoffte, er werde einen Friedensvertrag mit Israel schließen, und boten ihm beträchtliche Wirtschafts- und Militärhilfen an.
Im Gegenzug wollten die USA, dass die syrische Regierung die geflohenen Palästinenser in ihrem Land aufnimmt: Während der Verhandlungen zwischen Syrien und den Vereinigten Staaten 1952 bot die amerikanische Regierung 400 Millionen US-Dollar an, damit Syrien 500.000 Palästinenser in den fruchtbaren Ebenen des al-Dschasira (Djézireh) ansiedelt.
Einige syrische Parteien, vor allem die „Arabische Sozialistische Partei“ von Akram Hourani und die Baath-Partei von Michel Aflak, stemmten sich gewaltsam gegen diesen Vorschlag, den sie für einen Ausverkauf des Rechts der Palästinenser auf ihre Rückkehr nach Palästina hielten. 
Die durch die Vereinigung der Sozialistischen Partei Houranis und der Baath-Partei Aflaks entstandene neue Arabisch-Sozialistische Baath-Partei versuchte, Schischakli zu stürzen. Wegen dieser Aufregung lehnte Schischakli die Vereinbarung mit den Vereinigten Staaten ab.
Am 11. Juli 1953 entfernte Schischakli auch Fausi Selu von seinen Ämtern; er blieb Präsident.

### Vierter Staatsstreich

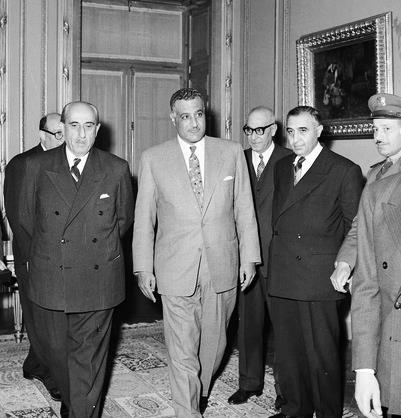
Quwatli und der ägyptische Präsident Nasser bei den Gesprächen zur Vereinigung

Am 25. Februar 1954 wurde Schischakli schließlich von einer Militärjunta gestürzt und durch den Präsidenten der Verfassunggebenden Versammlung, Maamoun al-Kouzbari, ersetzt. Schließlich wurde Haschim al-Atassi wieder Präsident der Republik; am 6. September 1955 trat er jedoch aus gesundheitlichen Gründen zurück. Im Herbst 1954 fand eine freie Parlamentswahl statt. Das von Ministerpräsident Said al-Ghazzi gegen den Widerstand von Volks- und Nationalpartei durchgesetzte Wahlverfahren galt für Syrien und die gesamte arabische Welt als revolutionär. Schukri al-Quwatli wurde zum Präsidenten der Republik gewählt.

## Union mit Ägypten und Zweite Republik
Von 1958 bis 1961 vereinigte sich die Syrische Republik mit Ägypten zur Vereinigten Arabischen Republik unter Präsident Gamal Abdel Nasser; der letzte syrische Ministerpräsident, Sabri al-Asali, wurde zum Vizepräsidenten.
Am 28. September 1961 jedoch führte eine Gruppe separatistischer syrischer Offiziere einen Staatsstreich durch – mit dem Ziel, die Syrische Republik wiederherzustellen. Izzat an-Nuss wurde zwischen dem 20. November und den 12. Dezember 1961 Übergangspräsident. Am 12. Dezember des gleichen Jahres wurde Nazem Koudsi zum Präsidenten der Republik gewählt.
Die Wiederherstellung der Republik währte allerdings nicht sehr lange, da am 8. März 1963 Offiziere der Baath-Partei gegen das angebliche „Separatistenregime“ putschten und die Arabische Republik Syrien unter ihrer Einparteienherrschaft errichteten.